# ジンバブエ

ジンバブエ共和国

国の標語：Unity, Freedom, Work
 （英語: 統一、自由、労働）
国歌：Simudzai Mureza wedu WeZimbabwe
ジンバブエの大地に祝福を

※1 当時の通貨はRTGSドル。
※2 #通貨も参照。

ジンバブエ共和国（ジンバブエきょうわこく、英: Republic of Zimbabwe）、通称ジンバブエは、アフリカ大陸の南部に位置する共和制国家。首都はハラレ。
内陸国であり、モザンビーク、ザンビア、ボツワナ、南アフリカ共和国に隣接する。なお、地図を一見すると接しているように見えるナミビアとは、ザンビア、ボツワナを挟んで150メートルほど離れている。2003年に脱退するまでイギリス連邦の加盟国だった。
初代首相、2代目大統領を務めたロバート・ムガベは1980年のジンバブエ共和国成立以来、37年の長期に渡って権力の座につき、その強権的な政治手法が指摘されてきたが、2017年11月の国防軍によるクーデターで失脚した。

## 国名
正式名称は英語で Republic of Zimbabwe（リパブリク・オヴ・ズィンバーブウェ）。通称 Zimbabwe。日本語の表記はジンバブエ共和国もしくはジンバブウェ共和国。通称ジンバブエ。日本での漢字表記は「辛巴威」。中国では辛巴威に加え、「津巴布韋」とも表記される。
国名はショナ語で「石の館（家）」を意味し、ジンバブエ国内にあるグレート・ジンバブエ遺跡に由来する。かつては南ローデシアと呼ばれていた。

## 歴史

### ジンバブエの植民地化以前の時代 (1000年–1887年)

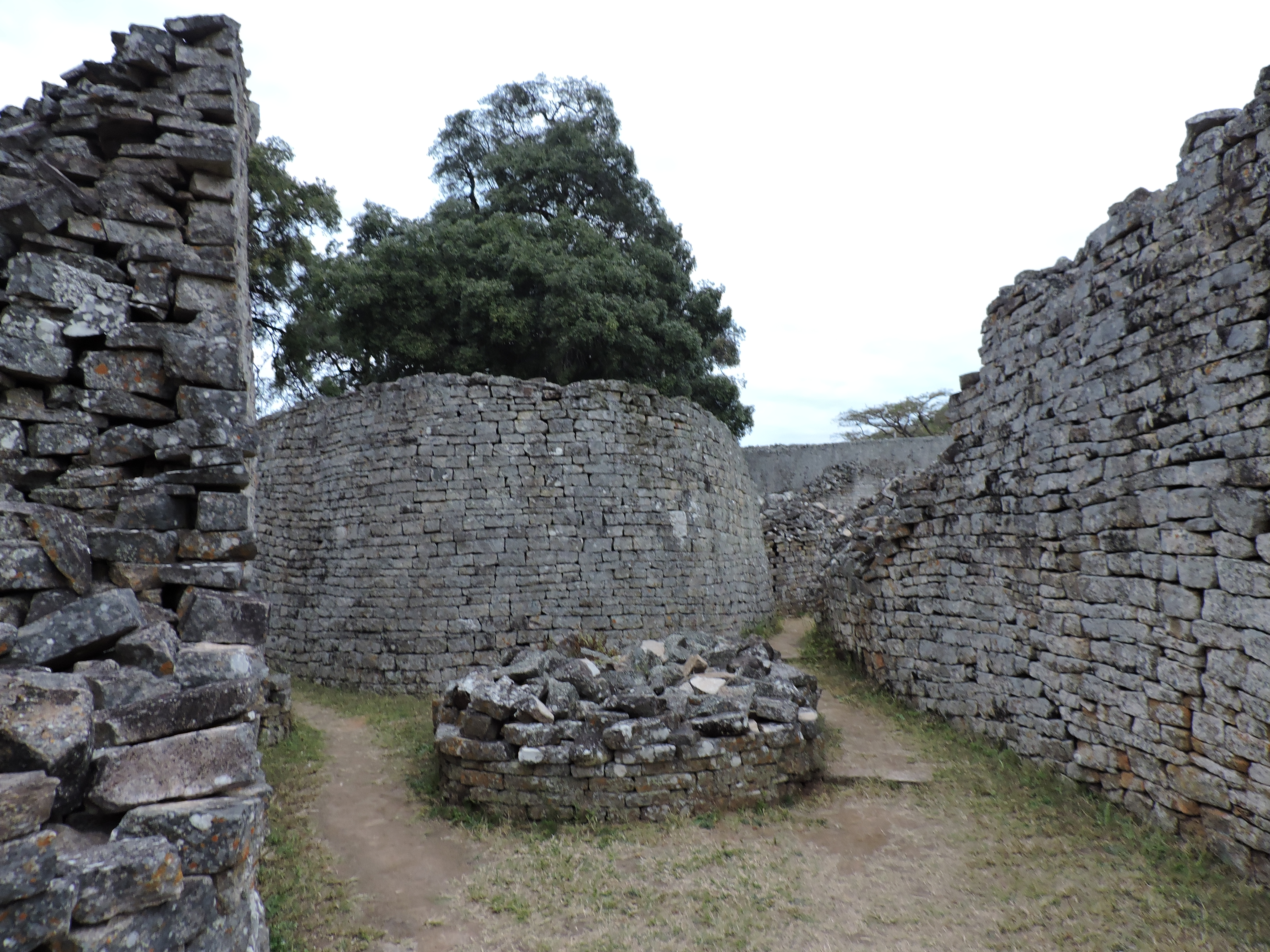
世界遺産、グレート・ジンバブエ遺跡

12世紀ごろ、リンポポ川中流域にマプングヴエ王国が成立し、次いで13世紀から14世紀中には、グレート・ジンバブエと呼ばれている王国が栄えた。グレートジンバブエの遺構からは、中国製陶器が発見されており、かなり大規模な交易を行っていたようである。15世紀ごろ、グレートジンバブエは放棄され、代わってザンベジ川中流域にモノモタパ王国、現ブラワヨ周辺のカミ遺跡を首都としてトルワ王国が興り、覇権を握った。
16世紀から17世紀にかけて、ポルトガル人の侵入に苦しむが、撃退。地方首長国の分立状態となる。

### 植民地時代 (1888年–1965年)
19世紀後半にイギリス南アフリカ会社に統治された後、第一次世界大戦後にイギリスの植民地に組み込まれ、イギリス南アフリカ会社設立者でジンバブエのマトボに葬られたケープ植民地首相のセシル・ローズの名から、「ローズの家」の意を込め英領南ローデシアとなった。国土のほとんどは白人農場主の私有地となり、住民達は先祖の墓参りの自由すらなかった。

### 独立と内戦 (1965年–1979年)

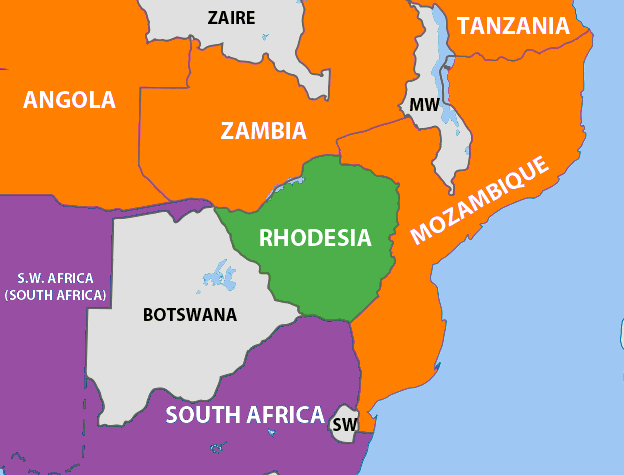
ローデシアとその支援国（青、1975年）

第二次世界大戦が終結し、世界が脱植民地化時代に突入すると、南ローデシアでも1960年代から黒人による独立運動が本格的に展開されたが、民族解放までの道のりは険しく、1965年には世界中から非難を浴びる中で植民地政府首相イアン・スミスが白人中心のローデシア共和国の独立を宣言し、人種差別政策を推し進めた。これに対して黒人側もスミス政権打倒と黒人国家の樹立を目指してゲリラ戦を展開。1979年、ジンバブエ・ローデシアへの国名改称とともに黒人へ参政権が付与され、黒人のムゾレワ首相が誕生した。しかし、白人が実権を持ち続ける体制だったため、国際的承認は得られず戦闘も収拾しなかった。1979年末イギリスの調停により100議席中20議席を白人の固定枠とすることで合意、ローデシア紛争は終結した。

### 独立後 (1980年–1999年)
1980年の総選挙の結果、ジンバブエ共和国が成立し、カナーン・バナナが初代大統領に、そしてロバート・ムガベが初代首相に就任した。1987年からは大統領が儀礼的役割を果たしていた議院内閣制を廃して大統領制に移行し、首相職も廃止され、それまで首相だったムガベが大統領に就任。ムガベはその座を93歳となる2017年まで維持することになる。

### 経済危機とハイパーインフレ (1999–2008)

#### コンゴ民主共和国への派兵
1999年、コンゴ民主共和国（以後、コンゴと表記）のカビラ大統領と親交のあったムガベ大統領は内戦（第二次コンゴ戦争）が勃発したコンゴに約1万人の軍を派兵した。コンゴのカビラ大統領を支えるという名目だったが、真の目的としてコンゴにあるムガベ一族所有のダイヤモンド鉱山を守る事や、それらのダイヤモンドのほか銅や金など、コンゴの地下資源を狙う理由があった。反対運動がコンゴの都市部を中心に活発に起き、派兵直後にカビラ大統領が暗殺されるなどコンゴ派兵は混乱を招いた。ムガベ大統領は第二次コンゴ戦争への派兵に専念していったため、ジンバブエの経済や医療、教育などが悪化していった。
そのためムガベ大統領への批判が相次ぎ、イギリスのマスメディアなどは、ムガベ大統領は批判を避ける目的で白人農場を強制収用する政策にすり替えていったとしている。

#### 白人大農場の強制収用

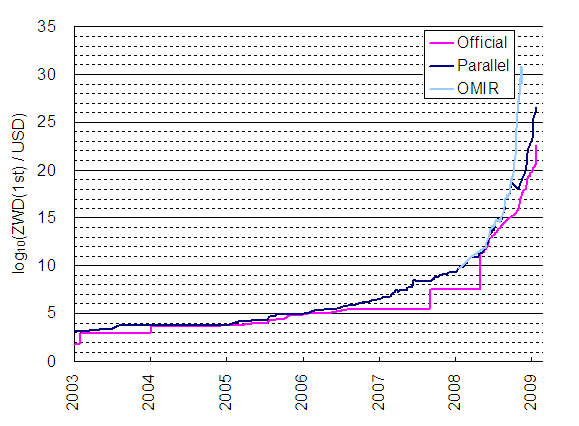
2003年以降のジンバブエ・ドルのハイパーインフレーション（単位はデノミネーション前のZWD、対数表示）

ムガベは初めは黒人と白人の融和政策を進め、国際的にも歓迎されてきたが、2000年8月から4,500人の白人が所有する4,000箇所以上の大農場の強制収用を政策化し、協同農場で働く黒人農民に再分配する「ファスト・トラック」が開始された。
この結果、白人地主が持っていた農業技術が失われ、食糧危機や第二次世界大戦後、世界最悪になるジンバブエ・ドルのハイパーインフレーションが発生した。こうした経済混乱に、ムガベの長期政権・一党支配に対する不満と相まって、治安の悪化も問題となった。また、言論の統制などの強権的な政策は、外国や人権団体などから批判を受けている。
なお本政策については、2020年8月に後継のムナンガグワ政権が農地を収用された白人農業経営者らに対して35億USドル（約3700億円）の保証金を支払うことで合意したほか、農地の所有権の返還申請を可能とすることを発表している。

#### 反対派への弾圧
2005年5月には「ムラムバツビナ作戦」によって地方の貧しい都市地域および周辺都市地域を標的に大規模な強制退去と住居破壊を行い、さらには2007年3月11日、警察によって活動家ギフト・タンダレが暗殺されている。

### 2008–現在
コレラ流行が2008年8月に始まり、患者総数91,164人、死者総数4,037人に達している。2009年2月初めのピーク時には一週間で新患者数8,008人を超えた。WHO（国連世界保健機関）によると2009年3月14日までの1週間に報告された新患者数は2,076人で先週の3,812人から減少した。致死率も1月の6%弱から2.3%に低下した。発生数は全体として低下したが、首都ハラレとその周辺では増加の傾向にある。
ムガベの後継者争いは2017年11月15日の国防軍による事実上のクーデターを招き、ムガベは大統領の座を追われた。
2020年7月、国内で2019新型コロナウイルスが拡大した際には、国民に対してマスクの着用など検疫規則を遵守するよう指示。しかし国民の大半は従わず、市民10万人以上が警察に逮捕された。また、隔離施設に収容された陽性患者276人以上が逃亡するなど無秩序な衛生状態となった。
2020年8月、ジンバブエ国家統計庁は、同年7月の物価上昇率が年率840％近くまで上昇したと発表。インフレが再び悪化する兆しが生じた。

## 政治

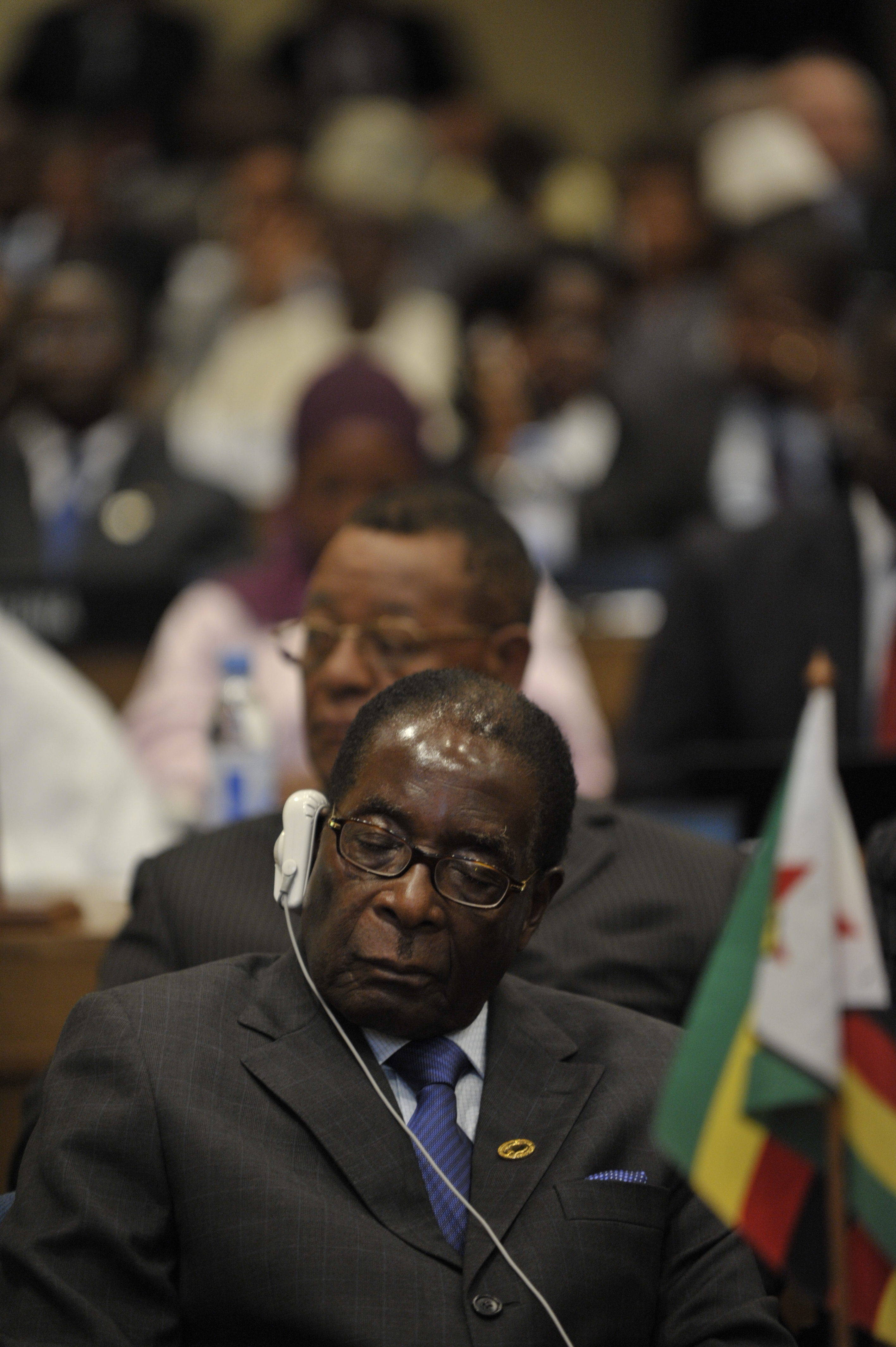
第2代大統領ロバート・ムガベ

野党勢力への迫害が強く、野党の政治家、野党支持者への暴行・虐殺・拉致などが常態化しており、激しい対立が続いている。ムガベ大統領による独裁政治体制が長きに渡り続いた。
ローデシア共和国初代首相であったイアン・スミスは、政界復帰を狙っていると伝えられていたが、2007年11月20日に南アフリカ共和国・ケープタウンの自宅で心不全により88歳で死去した。
2008年3月29日より大統領選挙が始まり、現職の与党ジンバブエ・アフリカ民族同盟愛国戦線のムガベ大統領他、与党から造反したシンバ・マコニ元財務相と最大野党の民主変革運動（MDC）のモーガン・ツァンギライ議長が立候補していたが、ムガベ政権からの弾圧によりツァンギライ議長は出馬の取り止めを余儀なくされた。これにより、ムガベ大統領は欧米からの決選投票延期要請を無視し、投票を強行、勝利したと宣言した。7月11日、国際連合安全保障理事会にジンバブエ政府非難と、ムガベ大統領ら政権幹部の資産凍結・渡航禁止などの制裁決議案が提出された。しかし、中国とロシアが内政問題であるとして拒否権を発動し、否決された。賛成9（アメリカ、フランス、イギリス、イタリア、ベルギー、パナマ、クロアチア、コスタリカ、ブルキナファソ）、反対5（中、露、南アフリカ、リビア、ベトナム）、棄権1（インドネシア）だった。その後もアメリカ国務長官コンドリーザ・ライスは、ムガベ政権の海外資産を凍結するなどの制裁措置をイギリスやアフリカの同盟国と協議する事を明らかにした。2009年2月11日、連立政権が樹立しMDCツァンギライ議長が首相に就任したため独裁体制に区切りがついた形だが、現地の英国大使館が地元紙に「ムガベ大統領が退陣しない限り意味がない」という広告を出すなど、懐疑論も強く残った。
ムガベの後継をめぐってグレース・ムガベ夫人と、軍の支持を得るエマーソン・ムナンガグワとの間で争いが勃発した。2017年11月6日にムガベがムナンガグワを第1副大統領から解任したことで国防軍が反旗を翻し事実上のクーデターを企図し、ムガベは自宅軟禁下に置かれ、軍が国家権力を掌握。11月21日に議会でムガベの弾劾手続きが開始され、ムガベは辞表を提出。37年間に及ぶ長期政権に幕が下りた。首相職は2013年に廃止された。

### 国外メディアの報道規制
国内では厳しい報道規制が敷かれ、政府はCNN・BBCといった欧米メディアによる取材を禁止している。宗主国であったイギリスに対するジンバブエ国民の悪感情は根強い。またイギリス側のジンバブエ報道も、過度に扇情的であるとの指摘もされている。
日本、ガボンと同じく、取材対象の公的機関が一部の報道機関に対して排他的かつ独占的な便宜を供与（取材場所の提供、取材費用の負担など）する形の記者クラブ制度を有する。

## 国際関係
前述の植民地時代の影響で反英感情または反白人感情が強く、CNNやBBCの取材を禁じているほか、白人の持つ農地の強引な国有化、白人所有大農場の強制収用などの政策が行われた。ムガベ大統領の思想も影響しており、ムガベは自分を非難したアメリカのライス国務長官を「白人の奴隷」と指摘し、過去のアメリカ合衆国の黒人奴隷制度の批判もしていたため反米感情もある。その一方で、2014年現在でジンバブエが支援を受けている二大主要国はアメリカ合衆国（約178百万ドル）とイギリス（約171百万ドル）という構図となっている。
非白人国家である中華人民共和国や南アフリカ共和国と友好関係を深めており、両国の影響力が極めて強い。特に中国は大統領になる前からムガベを支援していた関係にあり、ムガベの後継者の座を争ったグレース夫人とムナンガグワはどちらも中国への留学歴を持っている。ムガベは白人社会の欧米諸国やオーストラリアへの入国を禁止されているが、香港、シンガポール、マレーシアで別荘を購入するなど豪華な生活を堪能している。アメリカ、イギリス、フランスはジンバブエへの経済制裁を求めているが、他の常任理事国の中国、ロシアはジンバブエへの経済制裁は内政問題という理由で拒否権を発動した。

### 日本との関係
司馬江漢が、長崎に赴いた時の事を記した「西遊日記（1788年）」にて、「此黒坊と云は…ヤハ〔ジャワ〕嶋の者、或はアフリカ大州の中モノモウタアパと云処の熱国の産れなり」と、出島にオランダ人の召使いとして住んでいた東南アジア人やアフリカ人の記録を残している。この「モノモウタアパ」なる土地は、現在のジンバブエと言われている。
- 在留日本人数 - 85人（2022年10月現在）[27]
- 在日ジンバブエ人数 - 246人（2022年6月現在）[27]

駐日ジンバブエ大使館

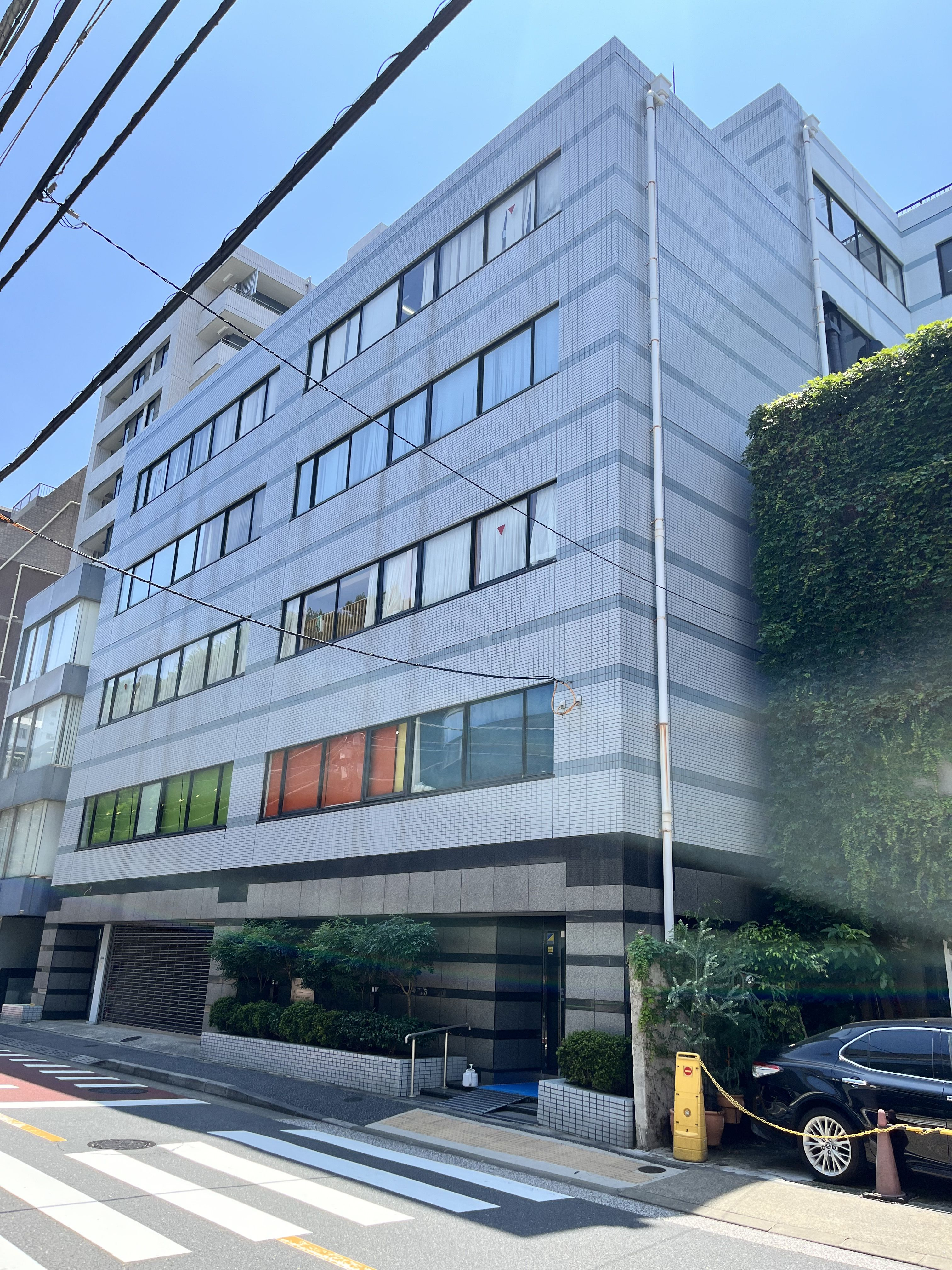
ジンバブエ大使館が入居する三田プラザビル

- 住所：東京都港区三田五丁目4-3　三田プラザビル6階
- アクセス：東京メトロ南北線・都営地下鉄三田線白金高輪駅2番出口

ジンバブエ駐日大使公邸
- 住所：東京都目黒区八雲3丁目24-20

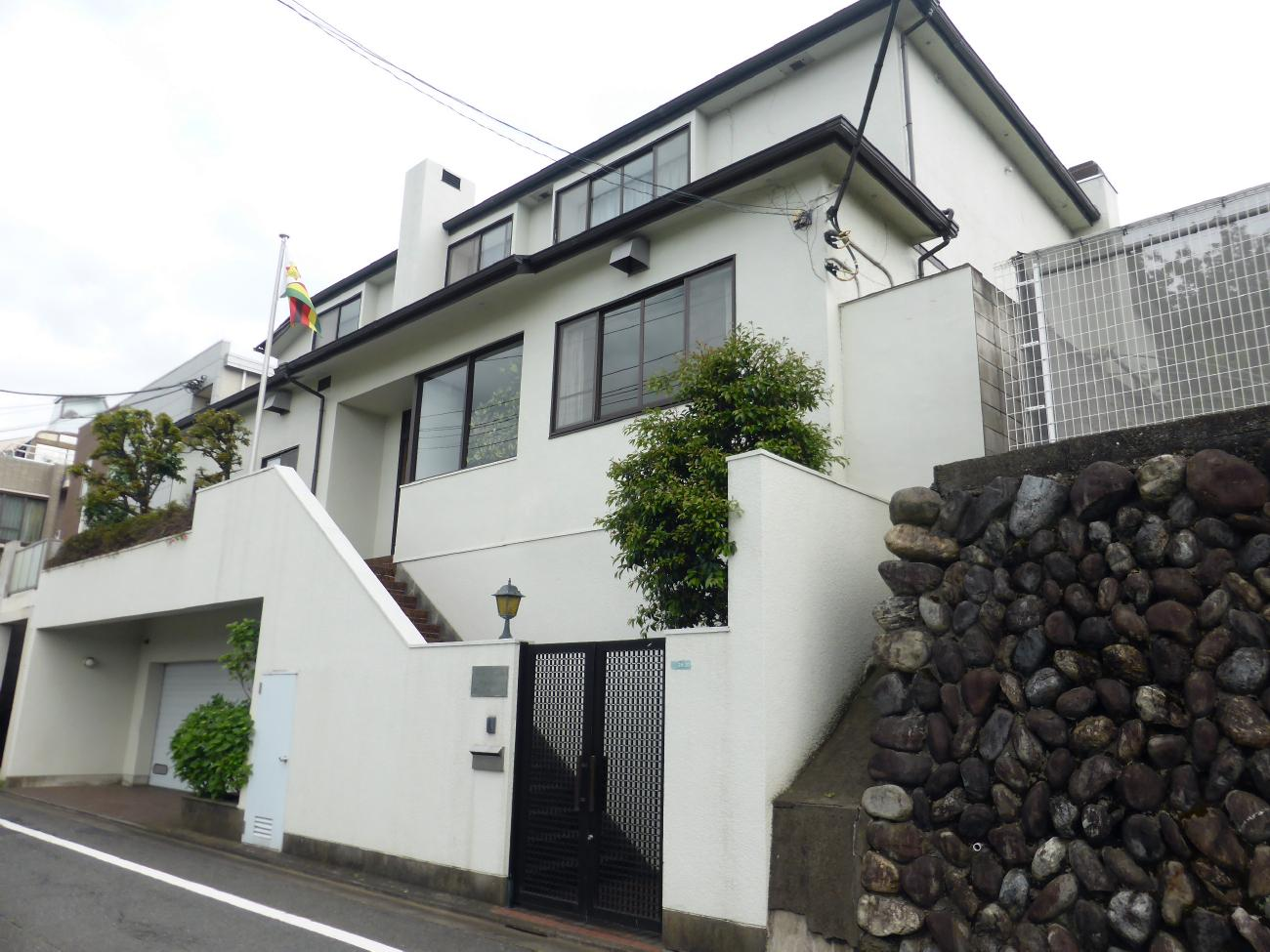
ジンバブエ大使公邸

- アクセス：東急東横線都立大学駅北口、もしくは東急東横線/東急大井町線自由が丘駅北口

## 地方行政区分

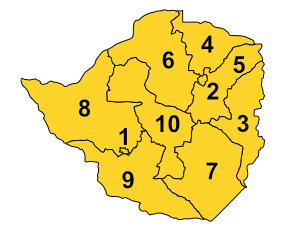
ジンバブエの行政区画

1. ブラワヨ市
2. ハラレ市
3. マニカランド州（東部）
4. マショナランド中央州（北部）
5. マショナランド東部州（北部）
6. マショナランド西部州（北部）
7. マスィンゴ州（南東部）
8. 北マタベレランド州（西部）
9. 南マタベレランド州（西部）
10. ミッドランズ州

### 主要都市
主要な都市はハラレ（首都）、ブラワヨがある。

## 地理

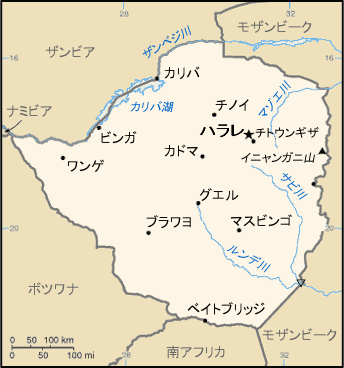
ジンバブエの地図

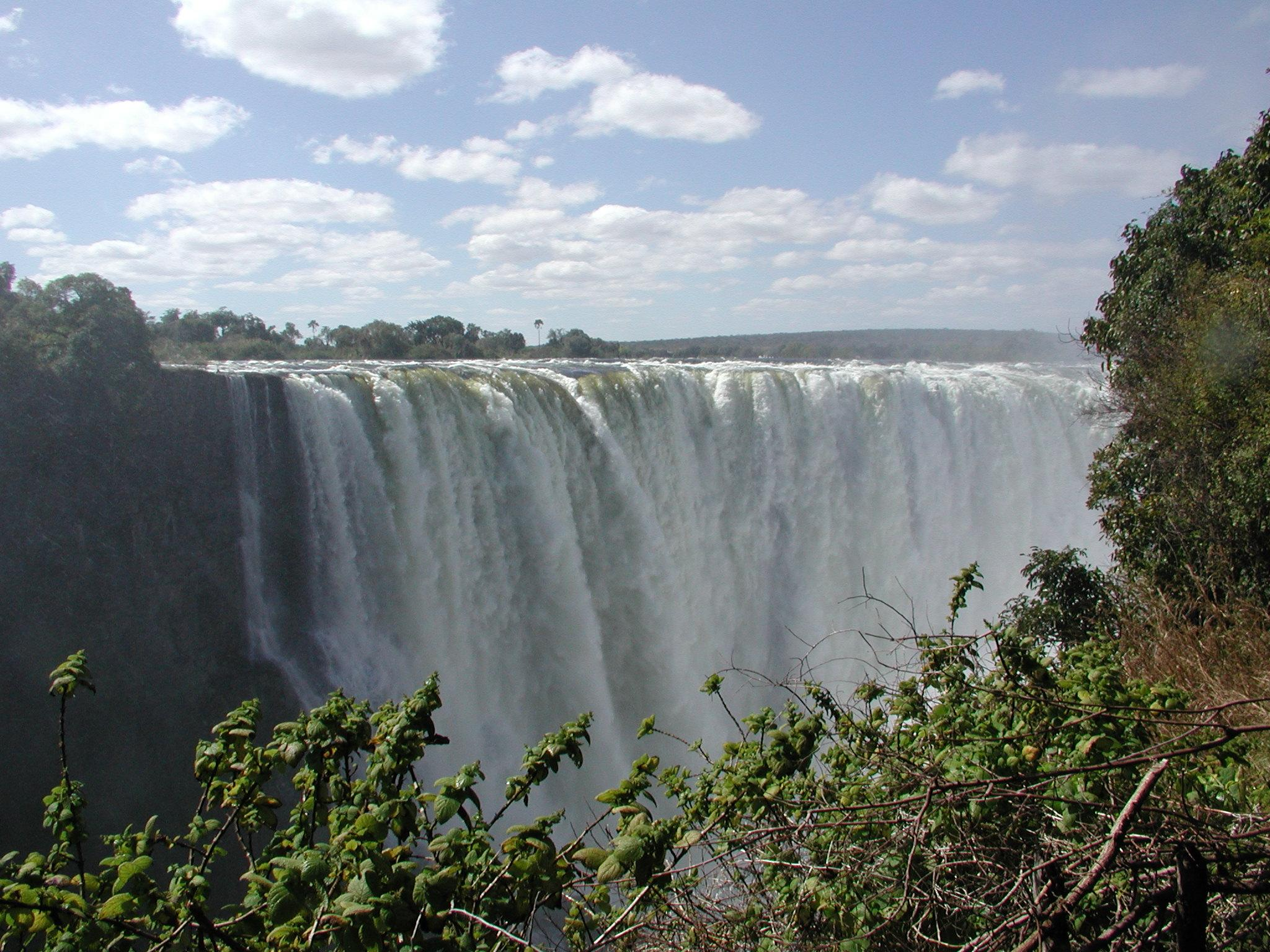
ヴィクトリア滝

ジンバブエはアフリカ南部に位置し、モザンビーク、南アフリカ、ボツワナ、ザンビアと国境を接する。内陸国である。座標は東経30度・南緯20度のあたり。
面積は390,580 km2、うち陸地面積が 386,670 km2、内水面面積が 3,910 km2を占める。面積は日本と比べると僅かに広い。気候は熱帯性であるが、高地のためやや温暖である。雨季は11月から3月にかけて続く。地形は高原が大部分を占める。東部は山岳地帯である。国内最低地点はルンデ川とサビ川の合流地点で標高162 m、最高地点はンヤンガニ山（ショナ語: Gomo reNyangani、旧インヤンガニ山）で標高2,592 m。
北のザンビアとの国境にはザンベジ川が流れ、ヴィクトリア滝がある。南の南アフリカとの国境にはリンポポ川が流れる。

## 経済

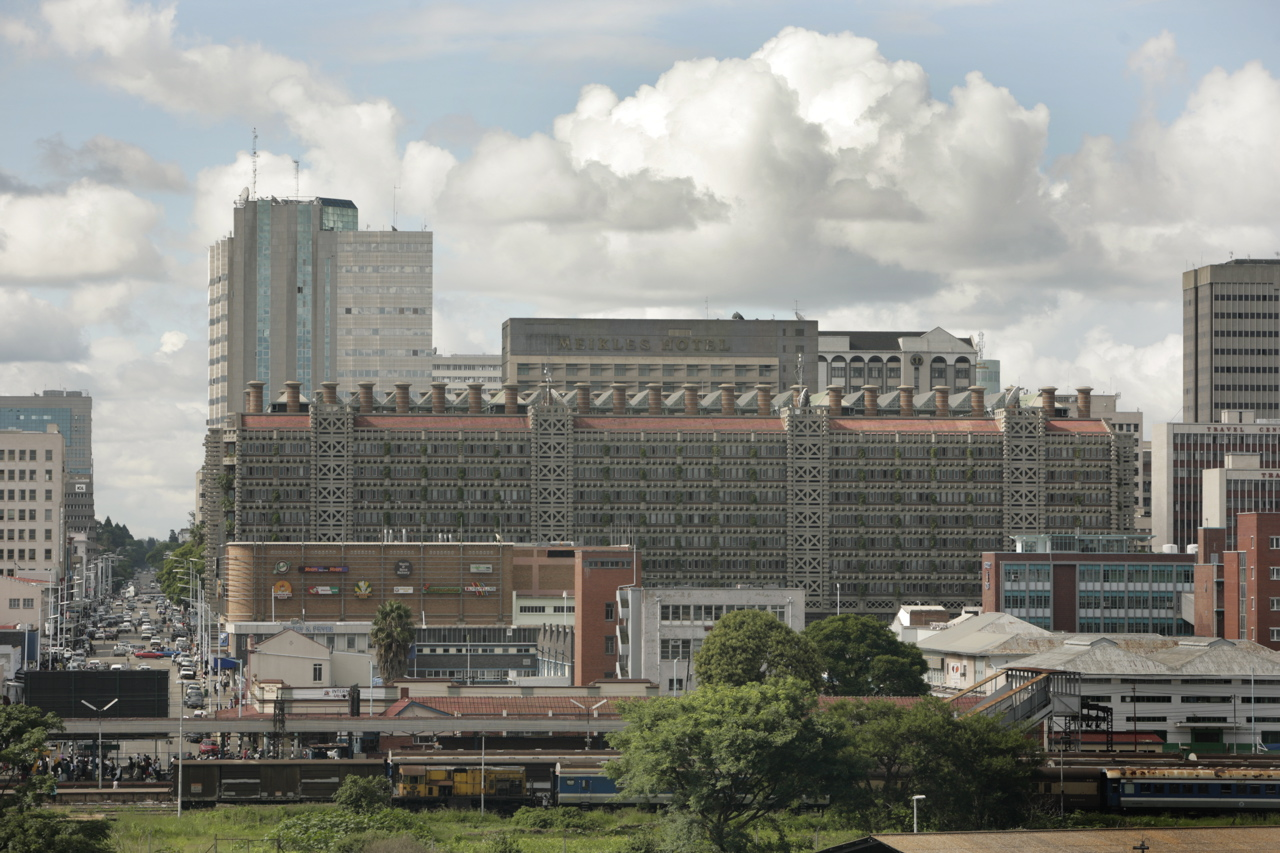
首都ハラレ

主要作物の作付面積（左1999-2000年、右2007-8年、上からタバコ、大豆、トウモロコシ、いずれも激減）

石炭、クロム鉱石、アスベスト、金、ニッケル、銅、鉄鉱石、バナジウム、リチウム、錫、プラチナを産し、農業・観光と共に重要な外貨獲得産業である。とくに白金は世界最大級の埋蔵量を誇り、2006年に発見されたダイアモンド鉱山も2014年に12百万カラットと世界有数の産出量がある。ビクトリア滝に代表される観光資源だが森林破壊による野生動物の減少が深刻化している。
IMFの統計によると、2013年のジンバブエのGDPは132億ドルである。一人当たりのGDPは1,007ドルであり、隣接する南アフリカ共和国やボツワナと比べると大幅に低い水準にある。
かつては農業、鉱業、工業のバランスの取れた経済を有する国家であった。白人大規模農家による非常に効率的な農業が行われており、外貨収入の半数を農産物の輸出で得ている農業国として、ヨーロッパから「アフリカの穀物庫」と呼ばれていたほどであった。特に小麦の生産性は高く、10アールあたりの単位収量は1980年代から1990年代にかけては550kgから600kgにものぼり、ヨーロッパ諸国と肩を並べ世界最高水準に達していた。
白人農家に対する強制土地収用政策の開始後、ノウハウを持つ白人農家の消滅、大規模商業農業システムの崩壊により、農作物の収量は激減した。基幹産業の農業の崩壊によって生じた外貨不足は、さらに部品を輸入で調達していた工業にも打撃を与え、経済は極度に悪化した。2002年には経済成長率は-12.1%を記録した。旱魃により食糧不足が深刻化し、加えて欧米各国による経済制裁が影響し、2003年末には600%のインフレが発生。2006年4月には1,000%以上に達した。
2007年8月23日、ジンバブエ政府が国内の外資系企業に対して株式の過半数を「ジンバブエの黒人」に譲渡するよう義務付ける法案を国会に提出、9月26日に通過した。

### 通貨
2024年4月8日よりジンバブエ・ゴールド（ZiG）が法定通貨と定められているが、4月30日までは紙幣は発行されない。国内の取引にはもっぱら米ドルが使用されており、自国通貨の支払いを拒否する店舗もある。硬貨は慢性的に不足しており、釣り銭の代わりにお菓子が渡されることもあるという。
初代通貨のジンバブエ・ドルは2000年代に発生したハイパーインフレーションにより価値を失い、2015年に廃止が決定された。代わって米ドル、ユーロ、英ポンド、南ア・ランド、ボツワナ・プラ、人民元、インド・ルピー、豪ドル、日本円の9つの外国通貨が法定通貨として順次定められた（複数基軸通貨制（別名:複数通貨制）または通貨バスケット制を導入）。中でも主にアメリカ合衆国ドルが利用されており、南アフリカランドはかろうじて大きなスーパーマーケットやジンバブエ南部では使えるところもあるが、ほとんど使われていない。2016年11月からアメリカ合衆国ドルと同等価値の新通貨として「ジンバブエ債券（ボンドノート）」の発行を開始した。また1ドル以下の硬貨に関しては、2015年秋ごろから、政府発行のボンドコイン（Bond coin、en:Zimbabwean bond coins）が流通し始め、それまでの南アフリカランドが使えなくなった。
2019年2月に暫定通貨としてRTGSドル（即時グロス決済ドル）が導入され、6月24日に中央銀行はこれを唯一の法定通貨と定め、外貨を法貨として使用することを禁止した。しかし、RTGSドルもまた大規模なインフレーションが発生しており、紙幣不足のため、2020年3月から再びアメリカ合衆国ドルの暫定的な使用が認められている。外貨が利用できる期限は2025年と定められていたが、経済の不安定化を理由に2030年まで延長されている。
このほかにインフレを抑制するため、一般向けに2022年に導入された金貨モシ・オア・トゥーニャ、P2PおよびP2B向けに2023年に導入されたデジタル通貨がある。これらは国内の金を裏付けにしている。2024年4月6日には金本位制の新たな法定通貨としてジンバブエ・ゴールドが発表され、RTGSドルに代わって4月8日より導入された。

#### ジンバブエ・ドル

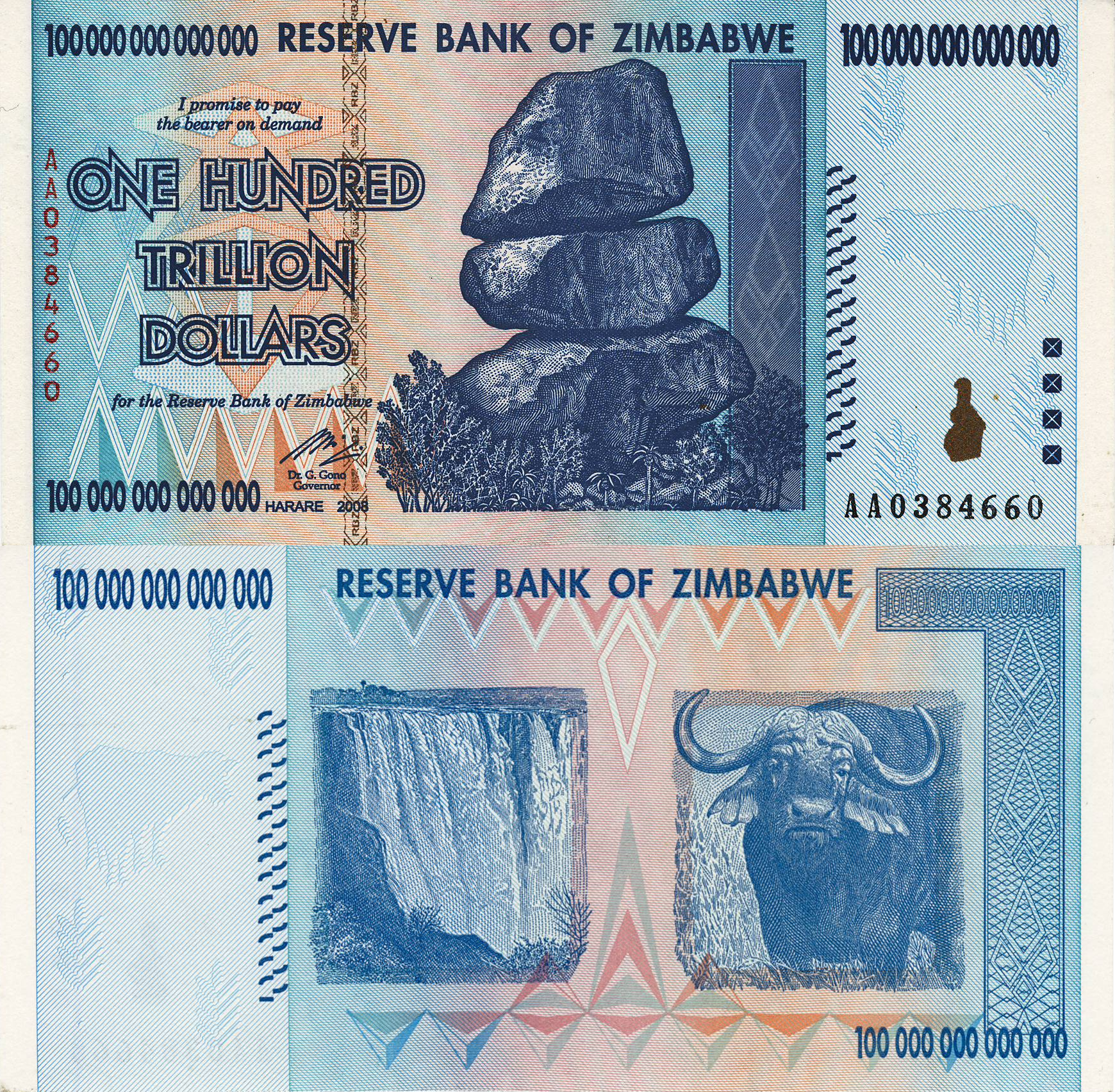
2009年に発行された100兆ジンバブエドル札

通貨ジンバブエ・ドル (ZWD) は、アメリカの評論誌『Foreign Policy』によれば、2007年調査時点で世界で最も価値の低い通貨ワースト5の一つとなり、2008年5月に1億と2億5000万の額面のジンバブエ・ドル札が発行された後も、50億、250億、500億ドル札の発行と続き、7月には1000億ドル札の発行が行われた（これは発行時の時点で世界最高額面の紙幣）。そのため、コンピュータの処理にトラブルが発生したことから、中央銀行はデノミネーションを実施し、大幅な通貨単位の引き下げを実施した。それにより1000億ドルが10ドルとなり、対応した新紙幣が発行された。しかし、さらにインフレが続いたため、12月末には100億ドル新紙幣を、2009年1月には再び200億ドル紙幣と500億ドル紙幣の発行を行った。この時点でジンバブエ・ドルの価値は、250億（25000000000）ジンバブエ・ドル＝1米ドルとなった。年間インフレ率は約2億3000万%に達した（2009年1月）。

#### 法定通貨として使用された外貨
- 米ドル
- 南アフリカランド
- ユーロ
- 英ポンド
- ボツワナ・プラ
- 人民元
- インド・ルピー
- 豪ドル
- 日本円

2009年1月29日、ジンバブエ政府は完全に信用を失ったジンバブエ・ドルに代えてアメリカ合衆国ドルや南アフリカランド、ユーロ、英ポンド、ボツワナ・プラの国内流通を公式に認め、公務員の給与も米ドルで支払うことにし、この5通貨を法定通貨とした。これにより同国のハイパーインフレは終息を見せ、ジンバブエ政府によれば同年3月の物価は同1月比0.8%減となった。その結果、極度の経済混乱は収束し、12年ぶりに経済成長を記録した。2012年現在は、都市部では経済の復興の傾向がみられはじめている。2013年1月29日、ジンバブエ政府は、前週の公務員への給与支払いにともない、国庫金の残高が217ドルになったことを明らかにした。同時に、年内に予定されている憲法改正をめぐる国民投票と総選挙のための資金が不足していることを認め、国際社会の支援を要請した。
2014年2月、ジンバブエ政府は法定通貨として、さらに中国人民元、インド・ルピー、豪ドル、日本円を加え、9通貨を法定通貨とした。ジンバブエ政府では複数基軸通貨制（別名：複数通貨制）または通貨バスケット制を導入した。
2014年12月、ジンバブエ準備銀行は、ボンドコインと呼ばれる硬貨を発行した（鋳造は南アフリカ国内）。ボンドは債券に裏付けされていることを意味し、公債コインと訳されることがある。価値は、アメリカ合衆国の通貨、セントと同等の価値を有するものと位置づけられているが、過去のジンバブエ・ドルの経緯から流通は停滞している。
2015年6月、ジンバブエ中央銀行は、ジンバブエドルを廃止し米ドルに両替して回収すると発表した。両替レートは1ドル＝3京5千兆ジンバブエドル。9月までに終わらせる。2015年12月、9種の法定通貨のうち、中国人民元を2016年より本格的に流通させることを決めた。
2016年5月には、ボンドコイン（前出）に続き紙幣版のボンドノートも発行されたが市民から支持はされず、2019年にかけて価値は急落している。
2019年2月、ボンドノートと電子マネーがRTGSドルに改称された（RTGS=即時グロス決済）。6月24日、ジンバブエ中央銀行は一切の外貨を法定通貨として使用することを禁じた。

## 国民

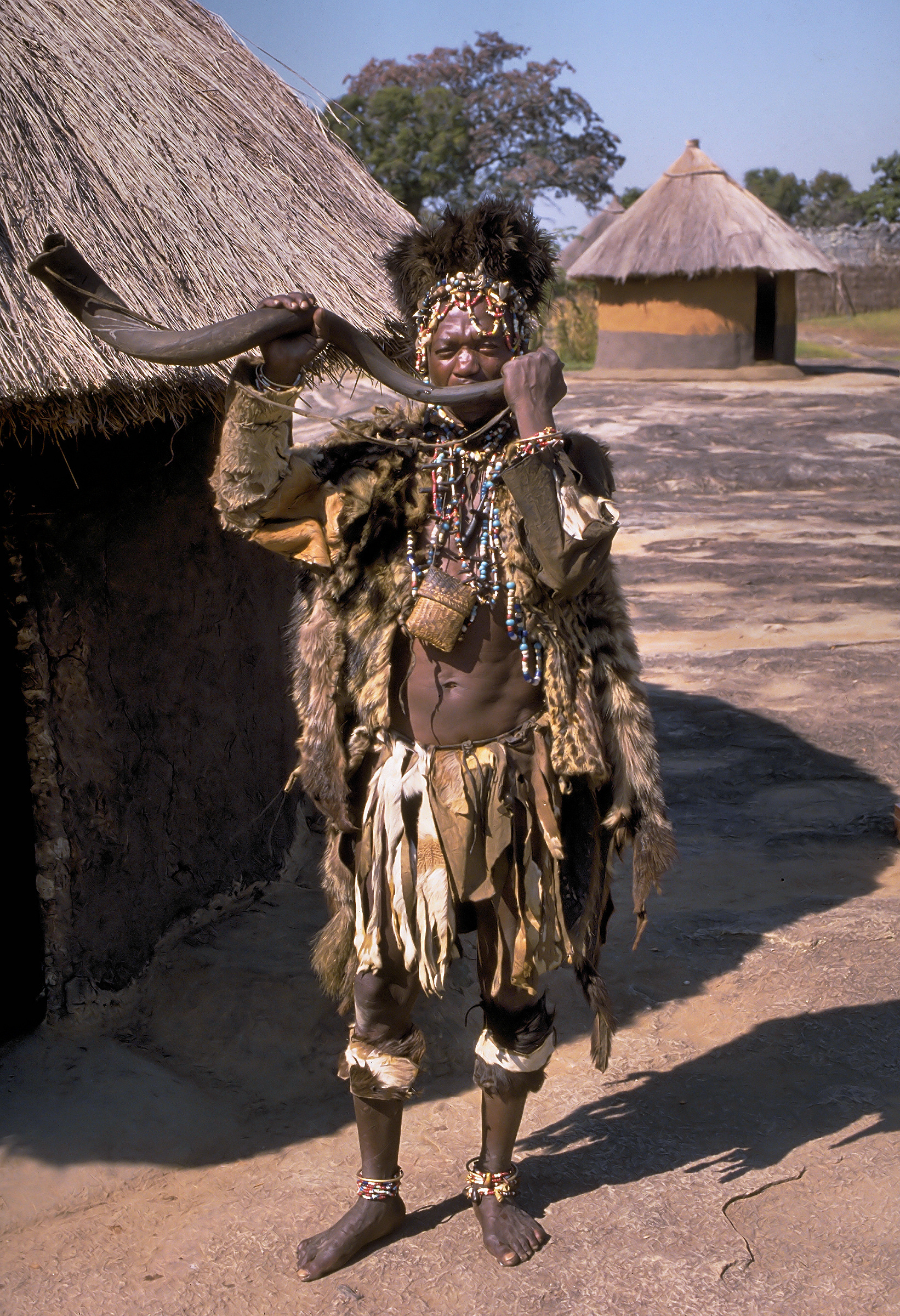
伝統的な衣装に身を包んだショナ人の呪術医

### 民族
ショナ人が71%、ンデベレ人が16%、その他のアフリカ系（バントゥー系のen:Venda people、トンガ族、シャンガーン人、en:Kalanga people、ソト族、en:Ndau people、en:Nambya）が11%、残りはヨーロッパ人やアジア人などである。

### 言語
公用語は英語だが、ショナ語、北ンデベレ語などが主に使われる。
新たに公用語として16言語（チェワ語、セナ語（バルウェ語（Chibarwe））、英語、カランガ語、チュワ語（コイサン語）、ナンビャ語、ンダウ語、北ンデベレ語（ンデベレ語）、ツォンガ語（シャンガーン語）、ショナ語、ジンバブエ手話、ソト語、トンガ語、ツワナ語、ヴェンダ語、コサ語）が定められている。

### 宗教
キリスト教と部族宗教の混合が50%、キリスト教が25%、部族宗教が24%、イスラム教などが1%となっている。

### 婚姻
結婚時の姓に関する法はなく、婚前の姓をそのまま用いる(夫婦別姓)ことも、夫の姓に変更する(夫婦同姓)ことも可能。

### 教育
イギリスに倣い、1月に学校の年度が始まる。6歳からの入学で初等教育7年、前期中等教育4年と後期中等教育2年、高等教育が3年程。識字率は99%。

### 保健
国民の約3割が HIV に感染しているといわれており、世界保健機関 (WHO) の2006年版の「世界保健報告」によると、平均寿命は36歳と世界で最も短い（1990年の時点では62歳であった）。

## 文化

### 食文化
トウモロコシの粉を煮詰めた「サザ」が主食である。「ムリヲ（ホウレンソウ）」とピーナッツバターを混ぜた「ラリッシュ」という料理が存在する。牛、豚、鶏は一般的で、全土で食べられている。飲食店では、サザと、おかずとしてトマトベースのスープで牛肉を煮込んだ料理と、付け合わせのムリヲの組み合わせが一般的。

### 文学
1960年代の独立戦争のころから、チムレンガ文学と呼ばれる文学潮流が生まれた。『骨たち』（1988年）で知られるチェンジェライ・ホーヴェが、ジンバブエの特に著名な作家の名として挙げられる。

### 音楽
音楽はジンバブエの歴史において重要な役割を果たしてきた。祖先の霊を呼ぶために使用された伝統的なビラの儀式での重要な役割から、独立闘争中に歌で抗議するためのプロテスト・ソングまで存在する。

### 世界遺産
ジンバブエ国内には、ユネスコの世界遺産リストに登録された文化遺産が3件、自然遺産が1件存在し、ザンビアにまたがって1件の自然遺産が登録されている。

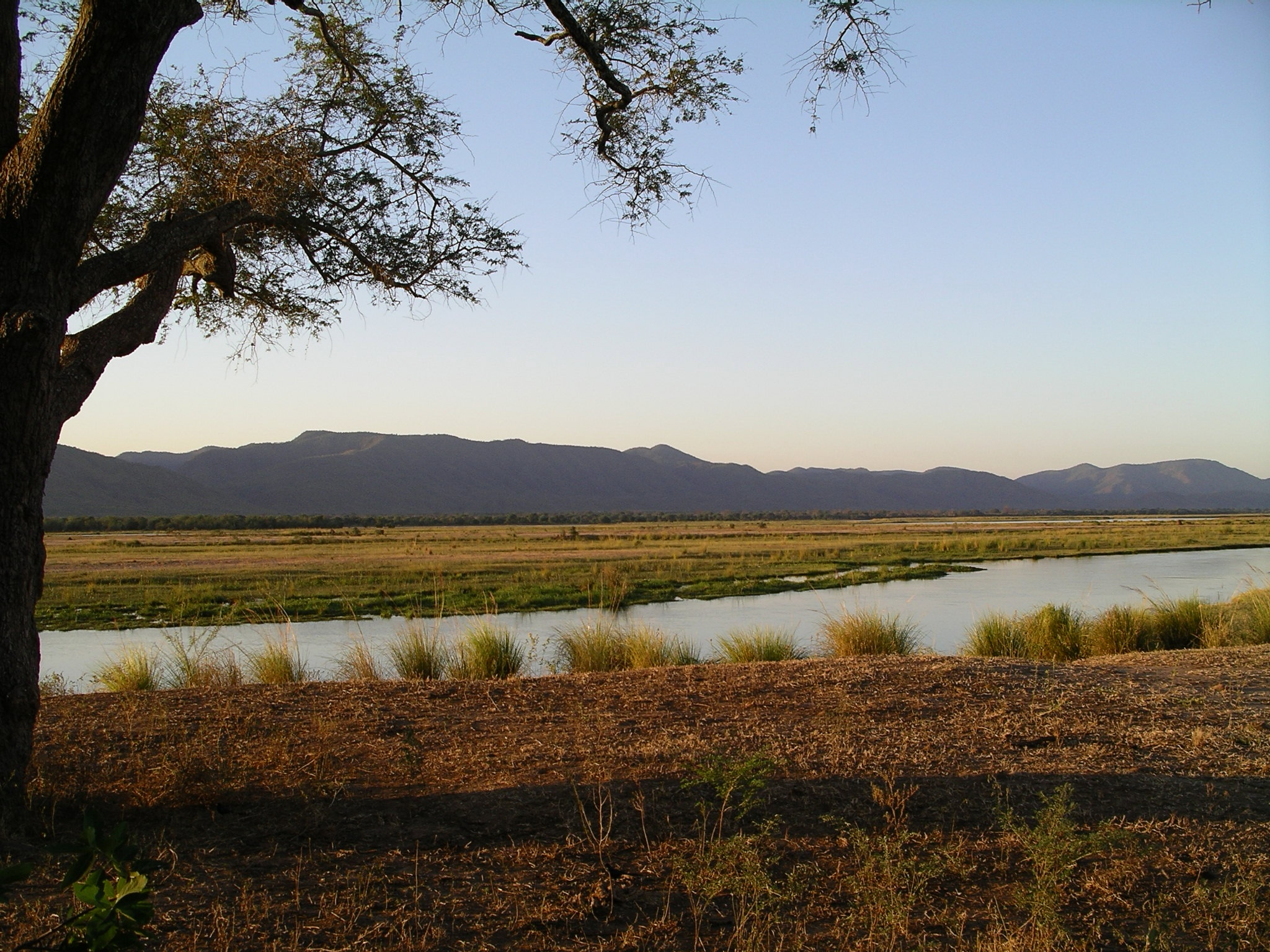
マナ・プールズ国立公園、サピとチュウォールのサファリ地域 - (1984年、自然遺産)
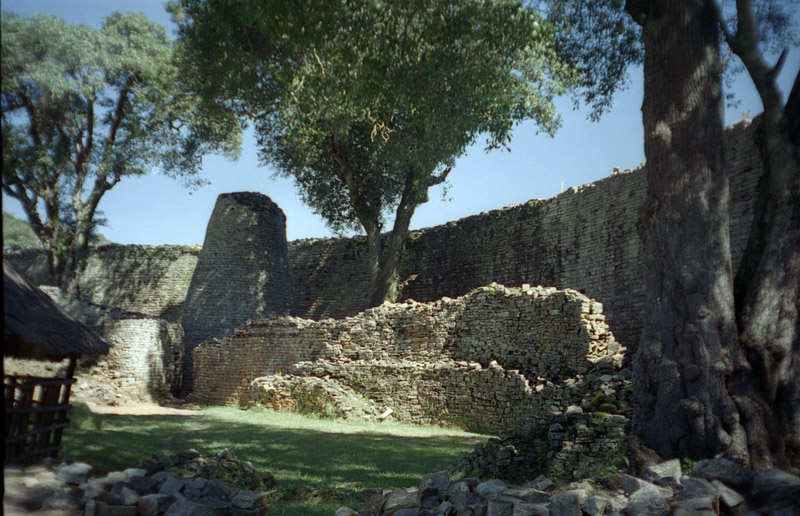
国史跡グレート・ジンバブエ遺跡 - (1986年、文化遺産)
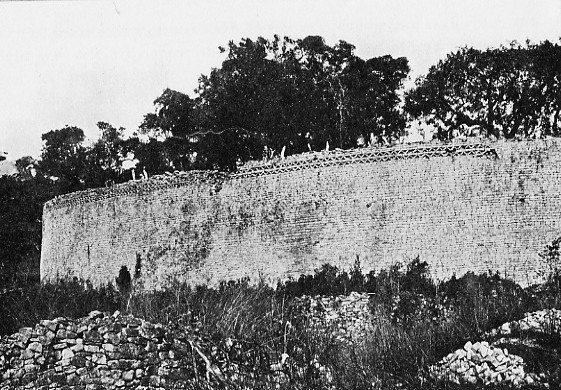
グレートジンバブエ遺跡の「大囲壁」の外観。Randall-MacIver,D.1906より
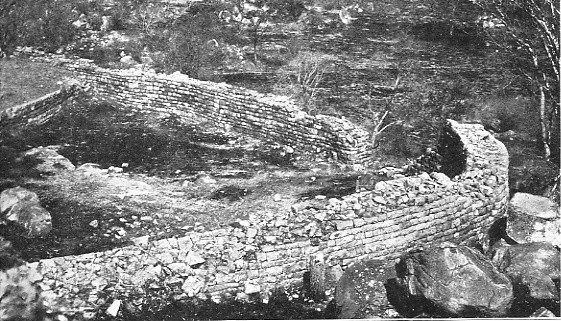
国史跡カミ遺跡群 - (1986年、文化遺産)
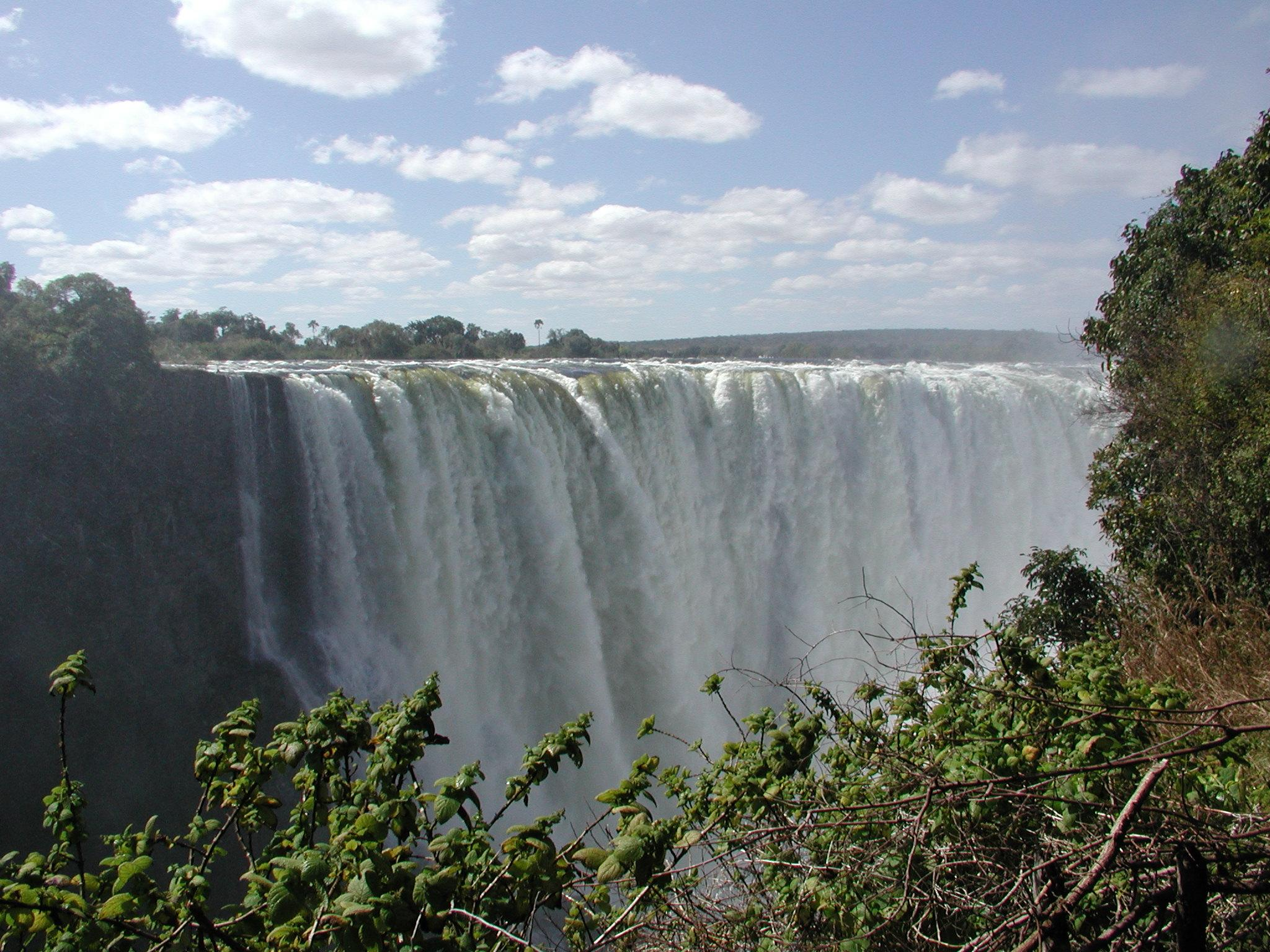
モシ・オ・トゥニャ/ヴィクトリアの滝 - (1989年、自然遺産)

### 祝祭日
| 日付       | 日本語表記       | 現地語表記 | 備考     |
| ---------- | ---------------- | ---------- | -------- |
| 1月1日-2日 | 元日             |            |          |
| 2月21日    | 青年の日         |            |          |
| 4月18日    | 独立記念日       |            |          |
| 3月 - 4月  | 聖金曜日         |            | 移動祝日 |
| 3月 - 4月  | 復活祭月曜日     |            | 移動祝日 |
| 5月1日     | メーデー         |            |          |
| 5月25日    | アフリカの日     |            |          |
| 8月11日    | 英雄の日         |            |          |
| 8月12日    | 国軍記念日       |            |          |
| 12月22日   | 国民統合の日     |            |          |
| 12月25日   | クリスマス       |            |          |
| 12月26日   | ボクシング・デー |            |          |

- 祝日が日曜日の場合は翌日が振替休日となる。

### スポーツ

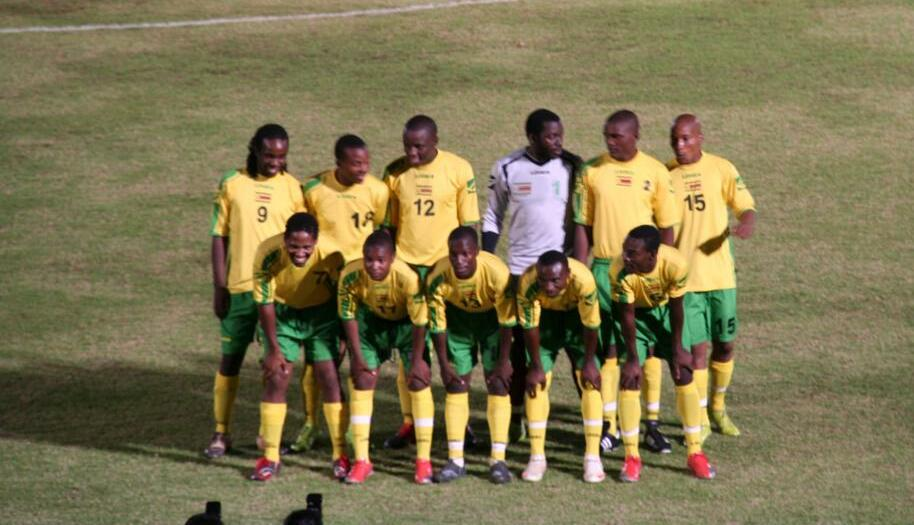
サッカージンバブエ代表

ジンバブエにおけるスポーツは、過去2回ワールドカップに出場経験のあるラグビー、2003年にケニアや南アフリカとワールドカップを共催したクリケット、さらにはサッカーやテニスなどが、国際大会で実績を残してきた分野である。
ゴルフでは、ワールドゴルフランキング1位にもなった1990年代を代表するプロゴルファーの一人であるニック・プライスを輩出している。さらに競泳では、五輪や世界水泳で多くのメダル獲得や世界記録を打ち立てたカースティ・コベントリーが活躍している。
サッカー
ジンバブエ国内でも他のアフリカ諸国同様にサッカーが最も人気のスポーツであり、1980年にプロサッカーリーグのジンバブエ・プレミアサッカーリーグが創設された。ジンバブエサッカー協会によって構成されるサッカージンバブエ代表は、これまでFIFAワールドカップには未出場である。しかしアフリカネイションズカップには5度の出場経験を有する。
ジンバブエ人の著名なサッカー選手としては、リヴァプールFCで長らく活躍し、チャンピオンズカップなどのタイトルを獲得したブルース・グロベラーやプレミアリーグで活躍したベンジャミン・ムワルワリなどが挙げられる。
テニス
テニスは1990年代から2000年代前半にかけてバイロン・ブラック、ウェイン・ブラック、カーラ・ブラックの「ブラック3兄妹」とケビン・ウリエットという、後に全員がグランドスラムダブルスタイトル保持者となる4人の白人選手の活躍により栄華を極めた。
男子国別対抗戦デビスカップでも、同国代表は最上位グループの「ワールドグループ」に3度出場するなど、選手層は薄いながらもテニス強国の一角を占めるまでに成長したが、2000年以降のムガベによる白人層の弾圧により4人の内ウリエットは他の多くの白人国民と同様にイギリスへの亡命を余儀なくされ、ブラック兄妹も活動拠点をイギリスに移す事態となり、これにバイロンとウェインの現役引退が重なる形で同国代表は主力選手を一気に失い、2002年のワールドグループ陥落から僅か7年で最下位カテゴリのアフリカゾーンⅣまで転落した。
女子テニスのフェドカップジンバブエ代表は90年代以降国際レベルで活躍している選手がカーラのみであり、国別対抗戦のフェドカップでカーラ一人に掛かる負担が大き過ぎたことや、2000年以降はムガベの独裁政治に対する抗議の意味合いも加わる形で1996年以降カーラがフェドカップ出場を拒否する状況が長年続いており、カーラ個人の国際的な活躍と裏腹に代表は国別ランクで最下位レベルに低迷するばかりか、フェドカップ参加すら覚束ない状態となっている。
クリケット
クリケットは人気スポーツの一つとなっている。歴史は古く、1890年に初めてクリケットの試合がジンバブエ（当時はローデシア）で行われた。1990年代には南アフリカの国内大会であるカリーカップに出場するようになり、試合の水準が更に向上した。独立後、国際競技連盟の国際クリケット評議会には1981年に準会員として加盟し、1992年には正会員に昇格した。1983年にクリケット・ワールドカップに初出場し、オーストラリア相手に13点差で勝利し、国際舞台への歓迎すべき新星の誕生を示唆した。クリケットジンバブエ代表はテスト・クリケット、ワン・デイ・インターナショナル、トゥエンティ20のどの形式においても世界ランキングで上位に位置する。2003年には隣国の南アフリカやケニアとの3カ国共催でクリケット・ワールドカップを開催した。2027年のクリケット・ワールドカップは南アフリカとナミビアとの3カ国共催を予定している。
オリンピック

## 著名な出身者
- ジェニ・ウィリアムス - 人権活動家
- ガリカイ・ティリコティ（英語版） - 作曲家
- トーマス・マプフモ（英語版） - 音楽家
- エファット・ムジュル（英語版） - 音楽家
- コンラッド・ローテンバッハ（英語版） - WRC・ラリードライバー
- カースティ・コベントリー - 競泳選手
- ケビン・ウリエット - テニス選手
- バイロン・ブラック - テニス選手
- ウェイン・ブラック - テニス選手
- カーラ・ブラック - テニス選手
- ニック・プライス - プロゴルファー
- ジュリアン・マブンガ - バスケットボール選手
- ブルース・グロベラー - サッカー選手
- コスタ・ヌハモイネス - サッカー選手
- ニャシャ・ムシェクウィ - サッカー選手
- マーヴェラス・ナカンバ - サッカー選手
- ベンジャミン・ムワルワリ - サッカー選手
- ナレッジ・ムソナ - サッカー選手
- ハマ・ビリアト - サッカー選手